# Elecciones generales de las Islas Cook de 1983 (marzo)
Elecciones generales tuvieron lugar en las Islas Cook el 30 de marzo de 1983 para elegir a 24 representantes para la Asamblea Legislativa.  Después de las elecciones Geoffrey Henry obtuvo el poder, pero el resultado fue anulado en unos meses y el parlamento fue disuelto, llevando a unas nuevas elecciones en noviembre de 1983.